# Albrecht Wild

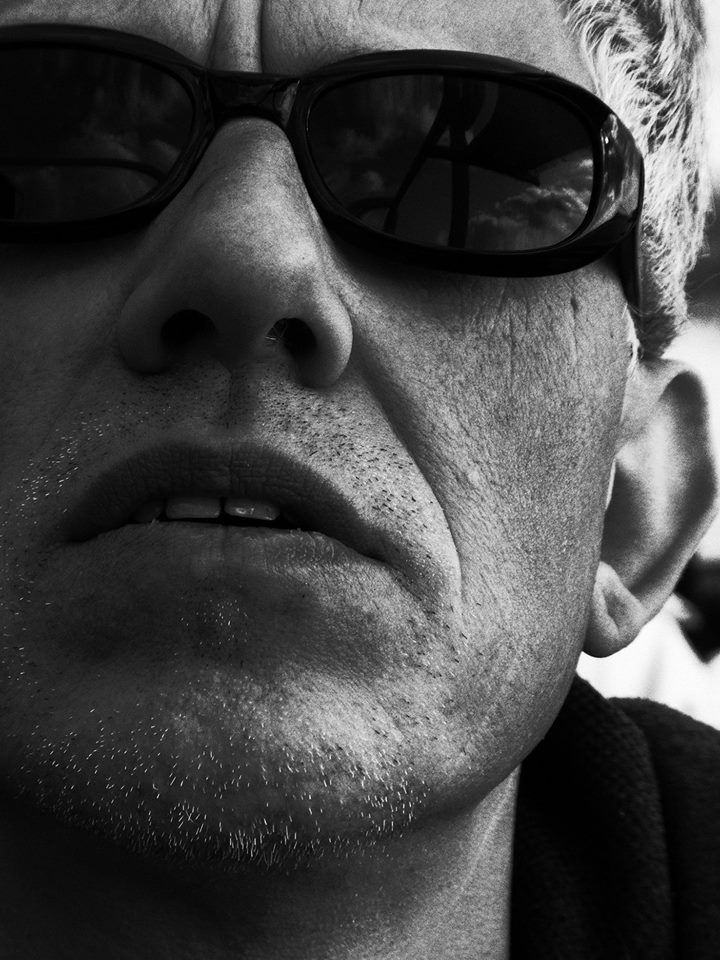
Albrecht Wild (2014)

Albrecht Wild (* 15. Juli 1959 in Weinheim) ist ein deutscher Maler und Konzept-Künstler.
Wild lebt und arbeitet in Frankfurt am Main.

## Leben
Von 1984 bis 1990 studierte Wild an der Städelschule in Frankfurt am Main bei Thomas Bayrle. Im Jahr 1986/87 war er Schüler von Bruce McLean an der Slade School of Fine Art, University College London. Mit der Ernennung zum Meisterschüler schloss er sein Studium im Jahr 1991 in Frankfurt am Main ab.
Seit Ende der 1980er Jahre erhielt er diverse Kunstpreise und Stipendien wie u. a. das Jahresstipendium des Lions Club International, den Jahreskunstpreis der Frankfurter Künstlerhilfe. Ilse-Hannes-Kunstpreis 2024, Frankfurt/M. (mit Suzanne Wild) Er arbeitete im südkoreanischen Seoul als „Artist in Residence“ des National Museum of Contemporary Art und im IASK Changdong Art Studio.
2022 Gastdozent an der FKAM Freie Kunstakademie Mannheim

## Werk
Wild beschäftigte sich intensiv mit Malerei. Bis Ende der 1990er Jahre entstanden zunächst die „Grau-Malereien“, Übermalungen mit Industriefarbe. Es folgten die fast ornamentalen, mehrteiligen Shaped Canvases. Dazu entwickelte er den sich bis heute sich stetig erweiternden Werkkomplex der „Beermats“. Diese mittels Schnittmuster neu zusammengesetzten Bierdeckel-Arbeiten stehen als Einzel-Objekte für sich.
Parallel arbeitet er seit 1995 an „Sackgassen“ von Gesellschaft, dreidimensionalen und/oder textlichen Eingriffen im öffentlichen und musealen Raum. Beispielhaft genannt seien Boatpeople 2006/07, entstanden in Zusammenarbeit mit seiner Partnerin, der Malerin Suzanne Wild für das Projekt „Fluid Artcanal International“, sein Beitrag zur Ausstellung Armut – Perspektiven in Kunst und Gesellschaft im Stadtmuseum Simeonstift Trier und Flagupy - Literatur der Armut, ein Fahnenprojekt am Literaturhaus Villa Clementine in Wiesbaden 2013 im Rahmen des Georg-Büchner-Gedenkjahres 2013.

## Ausstellungen
Einzelausstellungen
- 2025 Jäger & Sammler, Museum Kronberger Malerkolonie, Kronberg im Taunus (mit Suzanne Wild)
- 2024 Nähe . Ferne; Nebbiensches Gartenhaus, Frankfurt/M. (mit Suzanne Wild)
- 2022 Shaped Canvases, Frankfurter Künstlerhilfe e.V. in der Naxoshalle Frankfurt/M.
- 2019 Coaster Candy, Galerie Alexandra Erlhoff, Berlin
- 2018 Formsache, DavisKlemmGallery, Wiesbaden
- 2016 KLASSIKER, Galerie Perpétuel, Frankfurt//M.
- 2016 Ukiyo-e, DavisKlemmGallery, Wiesbaden
- 2015 HO FAME, Temporäre Intervention am Glockenturm, Weißfrauen Diakoniekirche, Frankfurt/M.
- 2014 Bieres du Monde, Ausstellungshalle 1A, Frankfurt/M.
- 2013  Flagupy. Literatur der Armut, Literaturhaus Wiesbaden in der Villa Clementine
- 2012  Und wehe du stellst dein Glas hier ab, Galerie Alexandra Erlhoff, Berlin
- 2011  ANNA, Ausstellungshalle 1A, Frankfurt/M. (mit Andreas Exner und Ulrich Becker)
- 2009  Gimme Shelter, Gallery KunstDoc, Seoul
- 2008  I didn’t expect this to happen to me, IASK National Art Studio Gallery, Changdong, Seoul
- 2005  Joint Venture, IHK Frankfurt/M., in Zusammenarbeit mit Städel Museum Frankfurt/M. (mit S. Wild)
- 2004  Joint Venture, Gallery Kaze, Osaka, kuratiert vom Goethe-Institut Kansai (mit S. Wild)
- 2000  Galerie Erhard Witzel, Wiesbaden und Museum Goch / Niederrhein (mit Suzanne Wild)
- 1999  Bierdeckelraum, Galerie Bässmann & Cadoz, Düsseldorf
- 1998  APT-Gallery, London (mit Suzanne Wild)
- 1997  Heart Gallery, Mannheim

Ausstellungsbeteiligungen
- 2021 arm & reich, Dom Museum Wien
- 2020 Nagelneu, DavisKlemmGallery, Wiesbaden
- 2020 Beyond the Frame, Kunstverein Neuhausen, Neuhausen
- 2019  Badende, DavisKlemmGallery, Wiesbaden
- 2017 Real, DavisKlemmGallery, Wiesbaden
- 2016 Museu de Arte Contemporânea de Sorocaba, Sorocaba, SP, Brazil
- 2013  Galerie Perpétuel, Frankfurt/M.
- Wandstücke, Galerie Oberem, Bremen
- Prolog 11, Institut für Alles Mögliche, Berlin
- Doppelbock, Kunstverein Neuhausen und Kunstverein Gästezimmer, Stuttgart
- Wurzeln weit mehr Aufmerksamkeit widmen, Weimar, Hamburg, Stuttgart, Berlin, Karlsruhe, Leipzig
- 2012  Ende gut Alles gut, Kunstverein Familie Montez, Frankfurt/M.
- 2011  Armut – Perspektiven in Kunst und Gesellschaft, Stadtmuseum Simeonstift, Trier Pauvre Luxembourg, Musée d'histoire de la ville de Luxembourg
- 2010  Stamford Works, Dalston und The Centre of Creative Collaboration, University of London
- 2009  Nochnichtmehr – Handeln im unmarkierten Raum, Heinrich-Böll-Stiftung, Berlin
- summerhits, QuadrART Dornbirn
- 2008  Goethe-Institute, Seoul, ROK; Boom - KNUA Korea National University of Arts, Seoul; Chuncheon Mime Festival (Studio Gallery), Chuncheon
- 2006/07  Fluid Artcanal International, Le Landeron/Biel und Gapcheon Stream, DaeJeon (in Zusammenarbeit mit dem Metropolitan Museum of Art, DaeJeon)
- 2006  Pas tout seul, Musée d'art et d'histoire Neuchâtel
- 2001  Neuer Kunstverein Aschaffenburg e.V. und Galerie Erhard Witzel, Wiesbaden